# Ail rose de Lautrec
L'Ail rose de Lautrec est une appellation qui désigne une production traditionnelle d'ail de la région de Lautrec dans le département du Tarn en France.
Cette production bénéficie depuis 1966 du Label rouge français « Ail rose »  et depuis le 12 juin 1996 du label européen IGP « Ail rose de Lautrec ».
L'organisme de défense et de gestion de cette appellation est le « Syndicat de défense du Label Rouge Ail Rose et de l'IGP Ail rose de Lautrec » dont le siège est situé à Lautrec. L'organisme de contrôle est la société Qualisud.

## Caractéristiques du produit
L'Ail rose de Lautrec se caractérise par ses caïeux d'un rose soutenu, par sa forte dormance qui permet de prolonger sa commercialisation jusqu'au printemps et par sa hampe florale rigide qui permet de faire des grappes (appelées « manouilles ») pour la présentation.
Le Label Rouge lui confère des caractéristiques certifiées telles que la couleur rose des caïeux et l'aptitude à la conservation.

## Aire géographique
L'aire géographique de production de l'Ail rose de Lautrec a été délimitée en prenant en compte les traditions historiques de culture et les caractéristiques du terroir. Elle comprend 87 communes du département de l'ouest du Tarn, dans une région aux sols argilo-calcaires.

## Culture
Les parcelles d'ail sont préparées à l'automne.
La plantation des caïeux (gousses) est réalisée en décembre - janvier.
L'ail va développer une douzaine de feuilles. Les principaux ravageurs de l'ail sont la rouille (maladie fongique qui ponctue de taches orangées les feuilles de l'ail jusqu'à les dessécher) et la maladie du café au lait (mortalité au champ des pieds d'ail qui subissent une pourriture molle à couleur "café au lait" avec une odeur caractéristique ou décoloration des tuniques de l'ail en une couleur marron plus ou moins prononcée).
Puis en juin, une hampe florale émerge et doit être coupée afin de préserver les réserves des bulbes : c'est le despoulinage. Il se fait manuellement, pied par pied.
La récolte a lieu environ trois semaines après, entre le 20 juin et le 15 juillet.
L'ail est ensuite rentré, pendu sous des hangars ou disposé dans des palox où il sèchera pendant un minimum de 2 semaines.

## Histoire
Au Moyen Âge, un marchand ambulant se serait arrêté à Lautrec pour se restaurer. N'ayant pas d'argent, il aurait laissé en échange quelques gousses d'ail rose que l'hôtelier aurait planté. La production se serait petit à petit développée.
En 1959, un groupe de producteur se fédère pour structure la filière, la défendre et la promouvoir.
En 1966, l'ail rose obtient le Label Rouge, suivit en 1996 pour l'Indication Géographique Protégée.

## Fête
Chaque année, depuis 1971, la « fête de l'Ail rose de Lautrec » se tient chaque année, le premier vendredi du mois d'août à Lautrec. Depuis 2014, elle se tient sur 2 jours, le vendredi et le samedi. Cette fête compte diverses manifestations autour de l'ail dont le concours de compositions artistiques réalisées entièrement à base d'ail, concours de grappes réalisées par les producteurs, concours de la meilleure tarte à l'ail rose et concours de la plus longue manouille réalisée par une équipe de producteurs en 3 heures.